# 谷斑皮蠹
谷斑皮蠹（學名：Trogoderma granarium）是斑皮蠹屬下的一種昆蟲，原産於南亞，是世界上最具毀滅性的農業害蟲之一。 也是世界百大外來入侵種之一。 因為即使沒有食物也可以存活很長時間，所以這種昆蟲很難根除。此外對許多殺蟲劑都有免疫力。 在美國甚至有專門為檢測進口的大米中是否有谷斑皮蠹的聯邦檢疫措施。

## 描述
成年的谷斑皮蠹呈褐色，長約1.6—3（0.063—0.118英寸），寬0.9—1.7（0.035—0.067英寸）。幼蟲體長可達5（0.20英寸）體表有紅褐色毛髮。卵呈圓柱形，一端圓滑，一端尖突，長度約0.7（0.028英寸），寬0.25（0.0098英寸），重約0.02毫克（0.00031格令）。

## 控制
甲基溴煙燻法是最有效的驅除這種昆蟲的方法， 在印度也用使用印度楝粉末的驅除法， 不過這種方法產生的強烈氣味只能燻走昆蟲，而不能將他們殺死。